# Matchless War Model
Het Matchless War Model was een motorfiets die het Britse merk Matchless in 1918 presenteerde.

## Voorgeschiedenis
Henry Herbert Collier had Matchless in 1878 opgericht als rijwielfabriek en begon in 1899 te experimenteren met clip-on motoren van De Dion. In 1902 werden de eerste motorfietsen in productie genomen. Henry Herbert's jongste zoon Charlie was toen zeventien jaar oud en hij won al bijna een wedstrijd met het eerste model. In 1907 waren Charlie en zijn één jaar oudere broer Harry onder de initiatiefnemers van de Isle of Man TT, die ze allebei een of meer keer wonnen. Matchless gebruikte toen nog inbouwmotoren, meestal van JAP in Tottenham, maar begin jaren tien begonnen Henry, Harry en Charlie ook eigen motorblokken te ontwikkelen. De zwaardere machines, die vaak als zijspantrekker bedoeld waren, bleven blokken van JAP of van het Zwitserse MAG gebruiken. Vlak voor het uitbreken van de Eerste Wereldoorlog leverde Matchless drie modellen: het Matchless Model 7 met een 770cc-JAP-zijklepmotor en de Modellen 8B en 8B/2 met een 996cc-MAG-kop/zijklepmotor. Vlak voor de oorlog ontwikkelden Harry en Charlie nog een 1000cc-racer voor recordpogingen op Brooklands en een 500cc-racer voor de Isle of Man TT van 1915, die echter niet doorging. Tijdens de oorlog moest de productie van civiele motorfietsen worden gestaakt omdat het bedrijf munitie en vliegtuigonderdelen moest maken. De broers gingen echter niet op hun handen zitten. Ze presenteerden eind 1916 het Model H Flat Twin met een zelf ontworpen tweecilinderboxermotor met enkele moderne snufjes zoals kettingaandrijving, druksmering, een in het motorblok geïntegreerde drieversnellingsbak en achtervering. Dit was een pure zijspantrekker, maar in 1917 besloten de broers dat de machine een sterker motorblok nodig had dan de 5 à 6 pk die de boxermotor leverde. Het bleef dan ook bij een prototype. 

## War Model
Ondanks het gemis aan regeringsopdrachten voor motorfietsen, werd het War Model toch als militaire motorfiets gepresenteerd. In een van de zijdeksels van het model op de foto staat de tekst "War Product". Men was weer teruggekeerd naar motorleverancier JAP, die nu echter een 8pk-V-twin leverde. Technisch was de machine veel eenvoudiger dan de Flat Twin en leek het veel op het Model 8B. Het JAP-blok kreeg weer een losse versnellingsbak met kickstarter en de ouderwetse total loss smering met handpomp. De achtervering verdween. Wel had de machine in het voorwiel een remband. Achter was de gebruikelijke trommelrem gebruikt. De machine had volledige kettingaandrijving. Er moet een kleine serie van gebouwd zijn, want na de oorlog was dit het eerste "civiele" product van Matchless. Tot een grote oplage kwam het niet. In 1919 werd een van de topmodellen van Matchless gepresenteerd, het Model H, dat nog veel kenmerken van het War Model had en dat tot 1923 in productie bleef maar nog laat in de jaren twintig op bestelling geleverd werd.